# Euproutia rubella
Euproutia rubella là một loài bướm đêm trong họ Geometridae.